# Thomas J. Walsh
Thomas James Walsh (n. 12 iunie 1859, Two Rivers, Manitowoc County, Wisconsin - d. 2 martie 1933, Wilson, Carolina de Nord) a fost un senator american care a făcut parte din Partidul Democrat american din statul Montana, SUA.

## Date biografice
După terminarea școlii, Walsh va lucra un timp ca învățător, ca apoi să urmeze cursul de drept la University of Wisconsin din Madison. În anul 1884 a terminat studiile de drept și a fost admis în barou. În 1890 s-a mutat în statul Montana, unde a practicat dreptul. Cariera lui politică începe din anul 1906, ajungând să fie ales în senatul din Washington D.C. unde va pierde în favoarea lui Dixon, pe care-l va învinge după șase ani ajungând senator în Washington. Ocupă în congresul american mai multe funcții politice. Printre țelurile lui era drepturile femeilor de a participa la alegeri și interzicerea muncii copiilor. În 1933 Walsh, este fi numit de președintele Franklin D. Roosevelt ca ministru al justiției, moare însă în apropiere de Wilson din Carolina de Nord, pe drum în tren, înainte de a prelua funcția de ministru. Ministru în locul lui va fi numit Homer Stille Cummings.